# Lucky Guy
«Lucky Guy» es un sencillo publicado en 1984 por el productor alemán Dieter Bohlen bajo el seudónimo de Ryan Simmons. La canción fue producida, arreglada y compuesta por Steve Benson (otro seudónimo de Bohlen). El sencillo fue publicado después del sencillo debut de Modern Talking, You're My Heart, You're My Soul, y de la versión en alemán de Thomas Anders, Es Geht Mir Gut 'heut Nacht. 
"Lucky Guy" fue regrabada más tarde para ser incluido en el álbum debut de Modern Talking publicado en 1985 The 1st Album, pero esta vez fue cantada por Thomas Anders. Sin embargo esta versión no fue publicada como sencillo.

## Lista de canciones
7" Single Hansa 106 906, 1984
1. Lucky Guy - 3:28
2. Lucky Guy (Instrumental) - 3:33

12" Single Hansa 601 551, 1984
1. Lucky Guy (Special DJ Mix) - 8:19
2. Lucky Guy (Radio Version) - 3:28
3. Lucky Guy (Instrumental) - 3:32

## Créditos
- Letra y música - Steve Benson
- Producción - Steve Benson
- Trabajo de arte - Claude Caudron
- Fotografía - Gadowicz / Hansa

## Es Geht Mir Gut 'heut Nacht
En 1984 Thomas Anders grabó "Lucky guy" en alemán y lo publicó en un sencillo de 7" bajo el nombre de "Es Geht Mir Gut 'heut Nacht" el mismo mes en Lucky Guy de Ryan Simmons y You're My Heart, You're My Soul de Modern Talking fueron publicados.
7" Single Hansa 106 906, 1984
1. Es Geht Mir Gut Heut' Nacht - 3:27
2. Und Wenn Die Sonne Schlafen Geht - 3:42

## Otras versiones
- La canción fue grabada por el dúo synthpop alemán Modern Talking y la incluyó en su álbum debutThe 1st Album, en 1985.
- En 1986 el dúo Heaven Knows grabó una versión de «Lucky Guy» que fue publicado en Alemania en sencillos de 7 y 12".[3]